# Campionati europei di ciclismo su strada 2006 - Gara in linea maschile Junior
La gara in linea maschile Junior dei Campionati europei di ciclismo su strada 2006 si disputò il 15 luglio 2006 su un percorso totale di 133,2 km, con arrivo ad Valkenburg, nei Paesi Bassi. La vittoria fu appannaggio del francese Etienne Pieret, che terminò la gara in 3h20'14", precedendo l'italiano Thomas Bertolini e l'olandese Ronan Van Zandbeek.
Al traguardo 38 ciclisti portarono a termine la competizione.

## Ordine d'arrivo (Top 10)
| Pos. | Corridore           | Squadra     | Tempo    |
| ---- | ------------------- | ----------- | -------- |
| 1    | Étienne Pieret      | Francia     | 3h20'14" |
| 2    | Thomas Bertolini    | Italia      | s.t.     |
| 3    | Ronan Van Zandbeek  | Paesi Bassi | s.t.     |
| 4    | Niki Østergaard     | Danimarca   | s.t.     |
| 5    | Martijn Keizer      | Paesi Bassi | s.t.     |
| 6    | Adriano Malori      | Italia      | a 2"     |
| 7    | Tony Gallopin       | Francia     | a 9"     |
| 8    | Robin Chaigneau     | Paesi Bassi | a 22"    |
| 9    | Evaldas Šiškevičius | Lituania    | s.t.     |
| 10   | Boy Van Poppel      | Paesi Bassi | a 33"    |